# Třída Komandarm Fedko
Třída Komandarm Fedko (Projekt 1596.6, či Projekt 15966) je třída zásobovacích tankerů vyvinutých pro sovětské námořnictvo na sklonku studené války. Jedná se o zvětšenou militarizovanou verzi sovětských komerčních tankerů stejnojmenné třídy Komandarm Fedko (Projekt 1596), které byly stavěny v 70. a 80. letech 20. století. Stavba vojenských tankerů této třídy byla zahájena nedlouho před skončením studené války, přičemž kvůli rozpadu SSSR a nastoupivší dlouhodobé krizi nástupnického ruského námořnictva byly tankery prodány do zahraničí. Po jednom tankeru získala vojenská námořnictva Čínské lidové republiky a Indie, přičemž další dva získali soukromí uživatelé.

## Stavba
Jeden tanker postavila loděnice Admiraltějskije verfi v Leningradu. Po dokončení loď odkoupila Indie, která jí po přidání přistávací plochy pro vrtulník posílila své námořnictvo. Tanker Jyoti vstoupil do služby 19. července 1996.
Ukrajinská loděnice v Chersonu postavila další tři jednotky. Grigorij Nesterenko a Petr Schmidt získaly civilní uživatelé. Rozestavěný tanker 'Vladimir Peregudov' roku 1989 zakoupila ČLR, která jej nechala dokončit loděnicí v Ta-lienu. Dne 2. června 1996 plavidlo vstoupilo do služby jako zásobovací loď typu 908 Nan-cchang (953). Roku 2003 byl tanker přejmenován na Čching-chaj-chu (885).
Dle serveru Globalsecurity.org bylo v 90. letech v Petrohradu dokončeno ještě dalších šest tankerů projektu 15966 pro civilní uživatele (dva z Norska a čtyři z Německa). Jiné prameny se o nich nezmiňují.
Jednotky třída Komandarm Fedko:
| Jméno                                                              | Uživatel      | Zahájení stavby | Spuštěna         | Vstup do služby    | Status                                                  |
| ------------------------------------------------------------------ | ------------- | --------------- | ---------------- | ------------------ | ------------------------------------------------------- |
| Zorritos (155, ex Grigorij Nesterenko)                             | Peru, civilní | 30. srpna 1985  |                  | 30. června 1986    | aktivní                                                 |
| Bayovar (154, ex Petr Schmidt)                                     | Peru, civilní | 23. ledna 1987  |                  | 14. listopadu 1987 | aktivní                                                 |
| Čching-chaj-chu (885) (ex Nan-cchang (953), ex Vladimir Peregudov) | ČLR           | leden 1989      | duben 1992       | 2. června 1996     | v letech 1996–2003 pojmenován Nan-cchang (953), aktivní |
| INS Jyoti (A58)                                                    | Indie         | 27. října 1993  | 8. prosince 1995 | 19. července 1996  | aktivní                                                 |

## Konstrukce

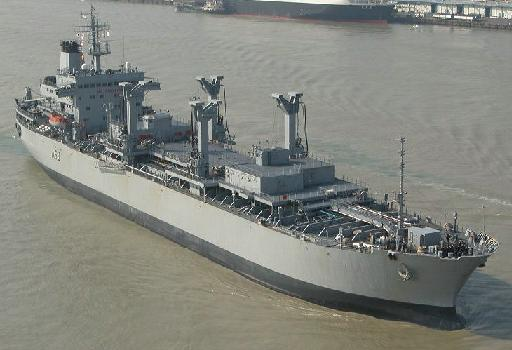
INS Jyoti (A58)

### Projekt 15966
Pohonný systém tvořil jeden diesel 6L60MC o výkonu 10 800 hp, pohánějící jeden lodní šroub. Energii vyráběly tři diesel-generátory, každý o výkonu 880 kW. Rychlost dosahovala 14,6 uzlu. Dosah byl 10 500 námořních mil při rychlosti 12 uzlů.

### Jyoti

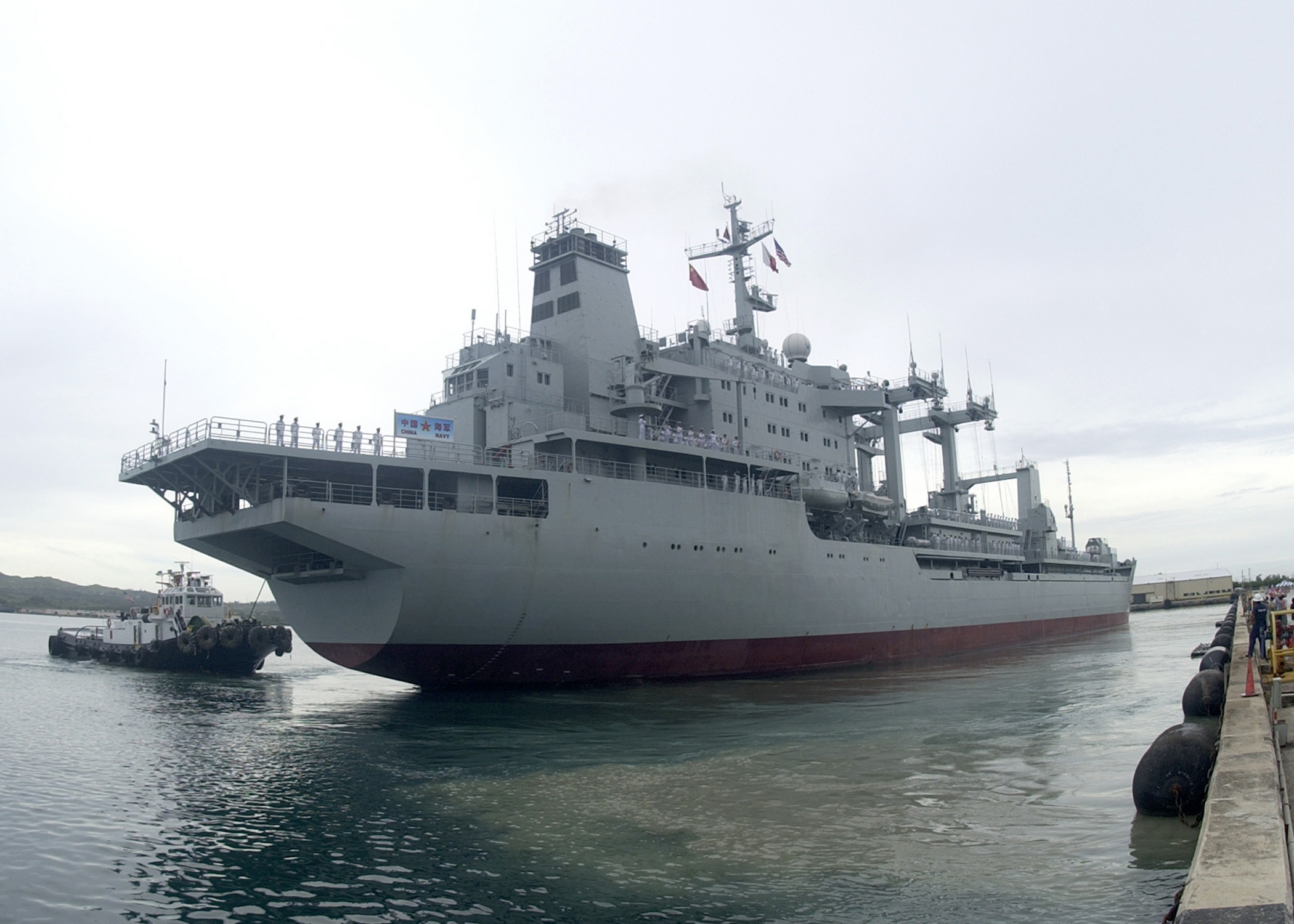
Čching-chaj-chu (885)

Jedná se o tanker s dvojitým trupem. Elektroniku tvoří dva navigační radary Decca 1226. Tanker může zároveň zásobovat po jednom plavidle na každém boku a třetí plující u zádi. Kapacita tankeru činí 28 000 tun nafty, leteckého paliva, mazadel, vody a dalšího materiálu. Obranná výzbroj byla zpočátku omezena pouze na kulomety. Na zádi tankeru se nachází přistávací plocha pro jeden střední vrtulník. Pohonný systém tvoří jeden diesel Brjansk-Burmeister & Wain 6DKRN74/160-3 o výkonu 10 600 bhp. Nejvyšší rychlost dosahuje 16,5 uzlu. Dosah je 12 000 námořních mil při rychlosti 15 uzlů.